# Mansión de Dikļi
La Mansión de Dikļi (en letón: Dikļu muižas pils; en alemán: Dickeln) es una casa señorial en la región histórica de Vidzeme, en el norte de Letonia. La Mansión de Dikļi fue construida para el Barón Paul von Wolf en 1896 e incluye un parque de 20 hectáreas donde crecen alrededor de veinte árboles exóticos, como el abeto balsámico y el pino de Oregón. La Mansión actualmente opera como hotel.

## Historia
La información más antigua sobre la mansión de Dikļi data de 1456, cuando fue comprada por Georg von der Pahlen, vasallo de Silvester Stodewescher, Arzobispo de Riga. Se sabe que antes que eso perteneció a Rezede y Weipted, puede que originalmente hubiera sido una mansión lateral de la Mansión de Carlsberg. La mansión perteneció a la familia Pahlen hasta 1722, el final de la Gran Guerra del Norte. Después la familia Löwenwolde y después la familia Rosen se hicieron los propietarios. En 1786 la mansión fue comprada por la familia noble Tiesenhausen que la tuvieron en posesión hasta 1846. Entre 1846 y 1860 los propietarios fueron la familia Hanenfeldt. Los últimos propietarios de la mansión hasta la reforma agraria de Letonia de 1920 fueron la familia Wolff. En 1919, la Administración del Distrito de Valmiera estableció aquí un refugio para niños. En 1937 la mansión de Dikļi se convirtió en sanatorio y en 1974 pasó a ser el Hospital de la República de Rehabilitación para Traumatología y Ortopedia.